# Aït Baamrane
Aït Baamrane (o Aït Ba Amran, propriamente Ayt Ba Ɛemran) è una confederazione di tribù berbere del Marocco ed è anche il nome della regione in cui storicamente esse sono stanziate.
Gli Aït Baamrane si trovano a sud di Tiznit, dalla cui piana li separa una serie di rilievi che dall'Atlante vanno fino al mare. A nord confinano con gli Ahl Sahel e gli Aït Briim all'altezza dei rilievi del Tamgert n Tellou (culminanti nelle cime del Tellou e dell'Aourigh). A sud giungono fino al Oued Noun, che li separa dai Tekna. Il limite orientale è costituito dalla catena montuosa che dal Tamgirt n Tellou si prolunga a sud parallela alla costa dell'Atlantico e li separa dagli Aït Briim e dagli Akhsas.
Il centro principale della regione è Sidi Ifni.
Le tribù che storicamente appartengono alla confederazione degli Aït Baamrane sono (da nord a sud): Aït Boubeker, Aït Iazza, Aït Abdallah, Aït Khoms, Sbouia.
Gli Aït Baamrane parlano un dialetto chleuh.